# آنیکا فالکنگرن
آنیکا فالکنگرن (به سوئدی: Annika Falkengren) (زاده ۱۹۶۲) کارآفرین، بانکدار و مدیر ارشد اجرایی سوئدی است، که در حال حاضر به‌عنوان مدیر عامل اجرایی و رییس هیئت مدیره شرکت اس‌ئی‌بی فعالیت می‌کند.